# ماريا أنطونيا تروجيلو
ماريا أنطونيا تروجيلو (من مواليد 18 ديسمبر 1960) سياسية إسبانية من حزب العمال الاشتراكي.
ولدت في باداجوز. بعد أن عملت كمستشارة في حكومة خوان كارلوس رودريغيز إيبارا (المجلس العسكري) من 1999 إلى 2004، كانت وزيرة الإسكان خلال الجزء الأول من الهيئة التشريعية لخوسيه لويس رودريغيز ثاباتيرو (2004-2007). وهي مطلقة ولديها طفل.
حصلت على درجتي البكالوريوس والدكتوراة في القانون من جامعة إكستريمادورا، حيث عملت كأستاذة في القوانين الدستورية وباحثة.